# Sandy Cohen (cestista)
Sandy Cohen III (Green Bay, 22 settembre 1995) è un cestista statunitense con cittadinanza israeliana.

## Palmarès
- Campionato israeliano: 2

Maccabi Tel Aviv: 2019-20, 2020-21
- Coppa di Israele: 2

Maccabi Tel Aviv: 2020-21
Bnei Herzliya: 2022
- Coppa di Lega israeliana: 1

Maccabi Tel Aviv: 2020